# Košljun (sziget)
Košljun (olaszul: Cassione) egy sziget az Adriai-tengerben, Horvátországban, Krk szigetének déli, Puntarska draga nevű öblében. A Košljun név a latin „castellum” szóból származik, amely várat, erődöt jelent. Ebből a szóból adódóan az Adriai-tenger partjain található települések és helységek számos neve (Kaštela, Kastav, stb.) arra utal, hogy a szó a történelem során különböző formákban változott. Košljun vonatkozásában ennek a névnek a történelem folyamán sokféle formája létezett, így ismert volt Castillio, Castigion (1481-ben), Cassgliun, Cassion, Cursion, Corsion (1520-ban) néven is.

## Fekvése
Košljun szigete a Puntarska dragában, Punat előtt fekszik. Területe 0,072 km². A tagolatlan tengerpart hossza 1,1 km, legnagyobb magassága 9 m. 1887-ben fenyőültetvényekkel erdősítették be (parkerdeje védett).
Közigazgatásilag Krk városának területéhez tartozik, bár naponta kapcsolódik Punathoz, mivel csak néhány száz méterre van tőle. Ennek oka történelmi. Ugyanis Košljun a Prnib-félszigeten található Mikulon keresztül a legkorábbi idők óta kapcsolódik Krkhez. Noha Punat a középkorban létezett, csak a 19. század második felében fejlődött ki és bővült jelentősen, ráadásul maga Punat is egészen a 19. század végéig Krk városának része volt. Košljun, Punat község 1886-ban történt megalakulása után is Krk község része maradt. A Horvát Köztársaság területi szervezetének 1992-es reformjával Krk szigetét ismét hét önkormányzati egységre osztották fel, de Košljun, bár teljes egészében Punathoz kötődik, Krk városának része maradt.

## Népesség
Košljun valójában lakott sziget, mert a rajta álló ferences kolostorban folyamatosan több ferences pap él. Košljunban jelenleg négy szerzetes él. Nyáron megnő a ferencesek száma, mert más kolostorokból származó ferencesek érkeznek nyaralni Košljunba.

## Története
A košljuni ferences kolostor Punattal szemben fekszik. A Košljun-szigeten már a római korban is erődített villa állt. A sziget és a kolostor mai neve is a latin „castellum” (vár) főnévből származik. A 12. században a bencések Szűz Mária apátságot alapítottak itt háromhajós templommal, mely a mai kolostortemplom alapjait képezte. 1447-ben a sziget urai Frangepán Márton és János kérésére V. Miklós pápa engedélyezte, hogy az apátságba, mely az utolsó bencés apát Domonkos halála után elhagyatottan állt krki obszerváns ferenceseket hozzanak. Frangepán János lánya Mária Katalin adományából a templomot megújították és bővítették, majd az Angyali Üdvözlet tiszteletére szentelték fel. A 18. században barokk stílusban építették át. A szárnyas főoltár a velencei Girolamo da Santacroce munkája 1535-ből. Az oltár diadalíve felett Francesco Ughetto 1653-ban készített festménye a mennyország, a tisztítótűz és a pokol ábrázolása látható, a legnagyobb méretű mozgatható kép Horvátországban. A hat mellékoltáron Szent Ferenc stigmatizációja (Francesco da Santacroce), Szent Diego (fra Giuseppe Rossi), Szent Antal és Borromei Szent Károly (Bartolomeo Gianelli), valamint Alkantarai Szent Péter (Franjo Jurić) ábrázolásai láthatók. A Szűz Mária oltár képe a 16. században készült. A legújabb alkotás a keresztút Ivo Dulčić munkája. Az orgona Ivan Milavec ljubljanai műhelyében készült 1908-ban. A kolostor épülete a mai formáját a 16. – 17. században nyerte el. Könyvtára mintegy harmincezer leltározott egységével a legrégibb és legnagyobb a Krk-szigeten. Legértékesebb műtárgya Ptolemaiosz világatlaszának 1511-es latin nyelvű kiadása. Itt található Sztrabón 1571-ben Baselben nyomtatott atlasza is. Gazdag a kolostor levéltára is, zenei gyűjteménye 11. századi feljegyzéséket és ünnepi korálokat tartalmaz. A kolostor története során több feladatot is ellátott. Máig noviciátusnak ad otthont. 1894 és 1927 között gimnázium és kollégium működött benne, mely az első horvát nyelvű gimnázium volt a Kvarner-öböl és az Isztria térségében. A kápolnák különös bájt adnak a szigetnek. A hajóállomástól indulva az első utunkba eső kápolna a Szent Születés kápolnája értékes barokk képekkel már 1651-ben állt. Az erdőben található a Szent Kereszt kápolna, mely előtt a jeruzsálemihez hasonló keresztút áll. Ebben a kápolnában található a csodatevő kereszt, mely 1723. március 25-én könnyezett és amelyet esőért könyörgő körmenetekben vittek egykoron. A kápolnát és a keresztet 1579-ben említik először. A kápolna freskóit Bruno Bulić 1976-ban festette. Kövezett úton déli irányban érkezünk az először 1654-ben említett Szent Ferenc kápolnához, melyet 1964-ben Bruno Bulić festett ki a szentek életéből vett jelenetekkel. Ettől a kápolnától ösvény vezet a Lourdes-i barlanghoz, melyet 1914-ben építettek. A szigeten régészeti, egyházi és néprajzi múzeum működik.

## Legenda a szigetről
A helyi legenda szerint valaha az egész Puntarska draga két testvér által művelt terület volt, de a testvéres egyike vak volt. Bár együtt művelték a földet, a termény elosztása során a látó testvér megtévesztette vak testvérét. Ez Isten haragját váltotta ki, aki az egész mezőt elárasztotta a tenger vizével, és csak a vak testvér házát hagyta meg a kis környező birtokkal. 
Bár legenda, vannak olyan tények, amelyek arra utalnak, hogy a legendának valós alapja van, ugyanis a Puntarska draga bejáratánál a tenger nagyon sekély. A 19. század végéig a bejárat olyan sekély volt (kb. 2 méter), hogy gőzhajók vagy nagyobb hajók nem juthattak be az öbölbe egészen 1892-ig, amikor a bejáratot kimélyítették. Lehetséges, hogy a legenda olyan régi, hogy arra az időre nyúlik vissza, amikor több ezer évvel ezelőtt a tenger valóban elárasztotta a Puntarska dragát. Ezenkívül az öbölben ma is vannak hosszú kőfalak a víz alatt, amelyek eredetére senki sem emlékszik, és amelyekkel kapcsolatban még mindig nincs magyarázat arra, hogy ki és mikor készítette őket.
Van még egy érdekes helyi legenda az említett szárazon rakott kőfalakról. Ugyanis Punat, Krčani (helyben még Vejana) és Kornićar idősebb generációi emlékeznek őseik történetére, miszerint a košljuni szerzetesek apály idején Košljun felől a Prniba-félszigeten fekvő Sveti Mikul helységig jártak. Ennek során végigmentek az említett tengeralatti kőfalak egyikén, és a tenger „térdre ereszkedett”. Apály idején a vízi út meglehetősen korlátozva volt azoknak a hajóknak, amelyek merülése meghaladta az 1,5 métert, éppen a fent említett tenger alatti kőfal miatt.

## Galéria
- A kolostor udvara
- A kerengő
- A templom belseje
- A néprajzi múzeum
- A bejárat feletti címeres kőtábla
- Kápolna a szigeten
- A sziget kis kikötője
- Szent Ferenc szobra
- A sziget látképe

## Fordítás
Ez a szócikk részben vagy egészben  a   Košljun című horvát Wikipédia-szócikk ezen változatának fordításán alapul.  Az eredeti cikk szerkesztőit annak laptörténete sorolja fel. Ez a jelzés csupán a megfogalmazás eredetét és a szerzői jogokat jelzi, nem szolgál a cikkben szereplő információk forrásmegjelöléseként.